# Władysław Łuszczkiewicz
Władysław Łuszczkiewicz (3 tháng 9 năm 1828 - 23 tháng 5 năm 1900) là một nhà sử học và họa sĩ người Ba Lan cuối thời kỳ Lãng mạn. Ông từng giữ chức giáo sư và hiệu trưởng của Học viện Mỹ thuật Jan Matejko. Łuszczkiewicz cũng là một trong những học trò xuất sắc nhất của danh họa sĩ Ba Lan Jan Matejko. Bên cạnh sự nghiệp nghệ thuật, ông phụ trách công việc bảo tồn các di tích kiến trúc, và viết luận án lịch sử.

## Tiểu sử
Łuszczkiewicz sinh ra ở Kraków. Ông đăng ký học khoa Lịch sử tại Đại học Jagiellonia, và đồng thời, ông bắt đầu học vẽ tại Học viện Mỹ thuật Jan Matejko dưới sự chỉ dẫn của các họa sĩ Wojciech Stattler và Jan Nepomucen Głowacki. Nhờ vào một học bổng, Łuszczkiewicz tiếp tục đi du học tại Trường Mỹ thuật École des Beaux-Arts ở Paris từ năm 1849. Tại Pháp, ông cũng không quên phát triển niềm yêu thích suốt đời của mình đối với chủ nghĩa lịch sử.

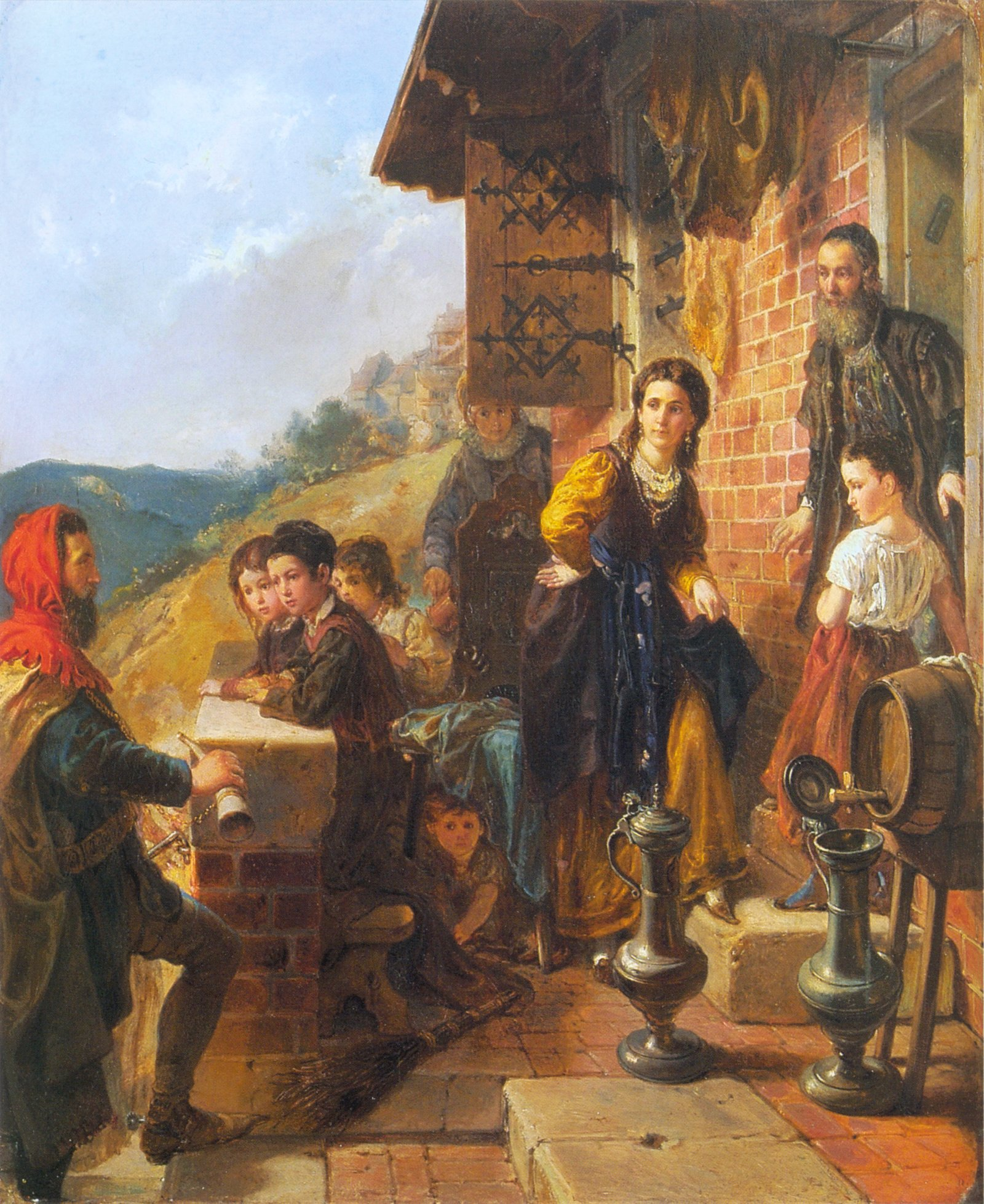
Kazimierz Wielki u Esterki (1870)

Łuszczkiewicz thường mở các lớp nghệ thuật tư nhân miễn phí dành cho các nghệ sĩ đang gặp khó khăn. Ông được đề cử làm giáo sư tại Học viện Mỹ thuật Jan Matejko vào năm 1877.
Năm 1883, Łuszczkiewicz được bầu làm giám đốc Bảo tàng Quốc gia ở Kraków. Trong những năm 1893 - 1895, ông giữ chức hiệu trưởng Học viện Mỹ thuật Jan Matejko. Trong những năm tháng cuối đời, ông ngừng vẽ tranh và chuyển hẳn sang viết lách cũng như vận động bảo tồn các giá trị nghệ thuật. Łuszczkiewicz đã được Đại học Jagiellonia trao tặng danh hiệu Tiến sĩ Danh dự vào năm 1900. Ông kết hôn với bà Malwina Ramloff (1858) và có bốn người con: Napoléon, Zofia, Wojciech Józef và Maria.